# Tristessa
Tristessa è un romanzo dello scrittore Jack Kerouac.
Il volume è stato composto durante un soggiorno a Città del Messico tra il 1955 e il 1956 e pubblicato nel 1960.
L'opera è stata tradotta in lingua spagnola da Jorge García-Robles.

## Trama
Il libro è basato sulla relazione con una prostituta messicana di nome Tristessa, cui vero nome era invece Esperanza.

## Edizioni italiane
- Jack Kerouac, Tristessa, traduzione di Ugo Carrega, collana I giorni n. 27, SugarCo, Milano, 1969,  p. 132.
- Jack Kerouac, Tristessa, traduzione di Ugo Carrega, collana Tasco n. 59, SugarCo, Milano, 1982,  p. 127.
- Jack Kerouac, Tristessa, traduzione di Ugo Carrega, collana Tasco Letteratura n. 10, SugarCo, Milano, 1994,  p. 125, ISBN 88-7198-305-X.
- Jack Kerouac, Tristessa, traduzione di Michele Piumini, collana Oscar scrittori moderni, Arnoldo Mondadori Editore, Milano, 2013,  p. 104, ISBN 978-88-04-63126-2.